# Lehner Pött

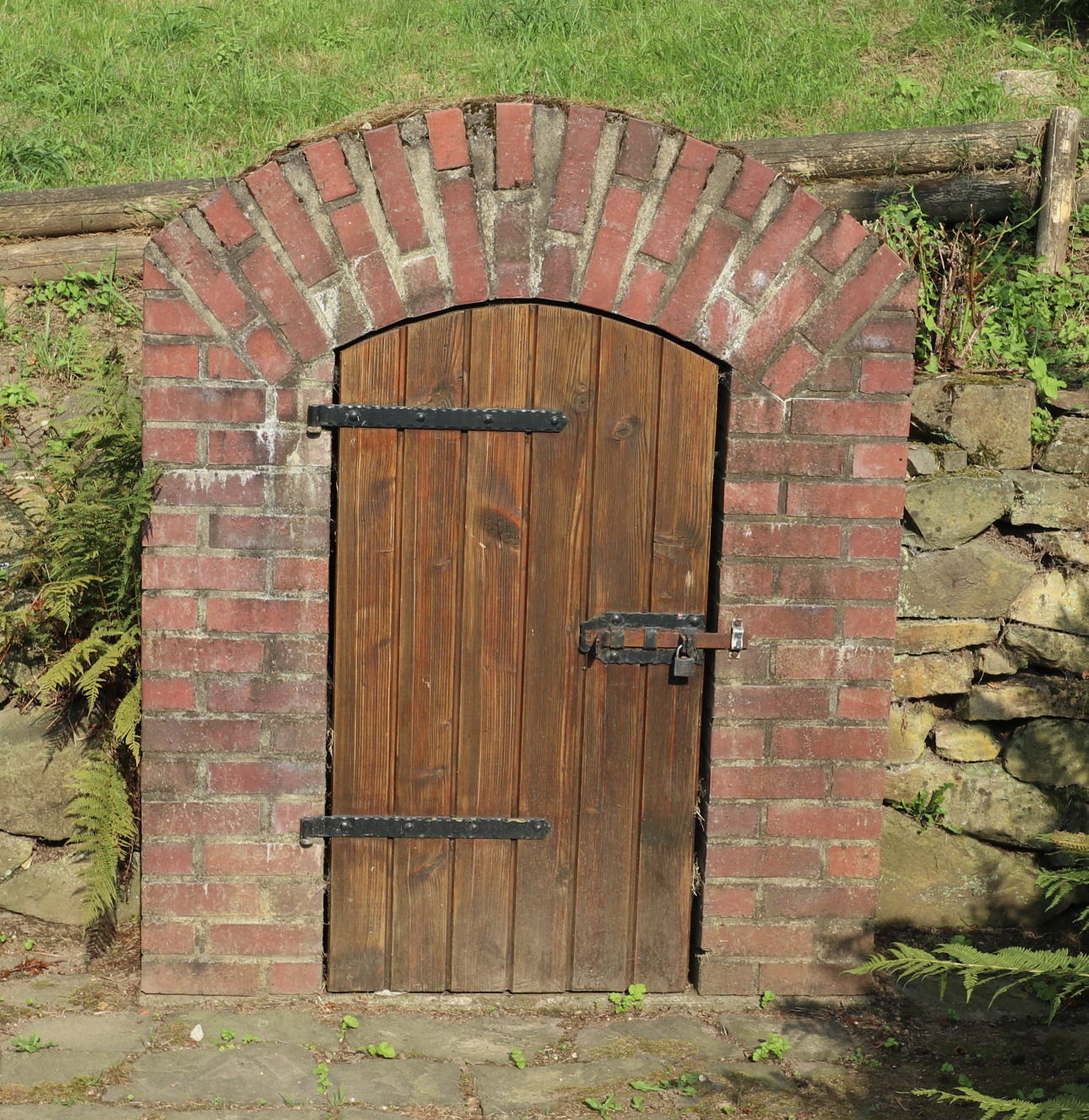
Lehner Pött (2024)

Der Lehner Pött ist eine historische Brunnenanlage in der bergischen Großstadt Solingen. Sie befindet sich am Rande der Hofschaft Lehn im Solinger Stadtbezirk Mitte und ist als Bodendenkmal ausgewiesen.

## Geschichte
Die Bewohner des ländlichen Solinger Raumes versorgten sich meist über Quellwasser in der Nähe ihrer Hofstellen mit Trinkwasser. Die Quellen wurden meist als Brunnen eingefasst, ein Bassin errichtet und zum Schutz vor Verschmutzungen eine Überdachung geschaffen, so auch in der Hofschaft Lehn. Der dortige Brunnen ist auf das Jahr 1729 datiert. Er hat einen Durchmesser von 1,50 Meter und wurde früher außer durch Regenwasser noch durch weitere Quellen gespeist, die jedoch beim Bau der Viehbachtalstraße gekappt wurden.
Die Hofschaftsbrunnen erhielten in der Solinger Mundart den Namen Pött, der vom rheinischen Wort Pütt abgeleitet ist. Der Pött war der Mittelpunkt des gesellschaftlichen Lebens der Bewohner, dem zu Ehren auch in Lehn regelmäßige Pöttfeste veranstaltet wurden.
Bis in die 1950er Jahre kümmerte sich ein Pöttverein ehrenamtlich um die Pflege des Lehner Pötts. Nach dessen Auflösung übernahm die Stadt Solingen den Brunnen, die Pflege wurde von Anwohnern übernommen. Durch die Wurzeln eines Baumes war das Mauerwerk des Brunnens Anfang der 1990er Jahre teilweise zerstört, so dass es neu errichtet werden musste. Am 15. April 1992 wurde der Lehner Pött in die Liste der Bodendenkmäler in Solingen eingetragen.